# 鏡

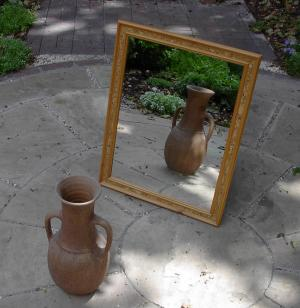
由平面鏡所得的成像與實物相同

鏡子，也稱鑒，是一種表面光滑，具反射光線能力的物品，最常見的鏡子是平面鏡，常被人們利用來整理儀容。在科學方面，鏡子也常被使用在和望遠鏡、雷射、工業器械等儀器上。

## 历史
| 公元前6500－5700年 | 小亞細亞人的黑曜岩石片是距今已知最早的镜子。 |
| 公元前2920－2770年 | 埃及人在第一王朝时首先使用金属铜制作镜子，而居住在今墨西哥东南部的奥尔梅克人则使用磁铁、赤铁和黄铜。                                                                              |
| 公元前2500-1500年  | 中國齊家文化考古發現已使用銅鏡，據傳說中國銅鏡最早起源於黃帝時代。 |
| 中世纪             | 玻璃镜子首先由罗马人发明，其背面是铅制成的，照出来灰蒙蒙的，因此此时的骑士所使用的镜子都还是青铜的。                                                                              |
| 1460年             | 现代镜子的发明者是威尼斯人，確切時間不明，此為約略年代。 |
| 1507年             | 安德里亚和盖罗首次将锡和水银的合金用于镜子背面，从而制造出了第一面精致复杂的镜子，此后镜子制造工艺成为威尼斯最重要的机密。                                                        |
| 1664年             | 法国财政大臣柯尔贝尔设法将这一工艺秘密引入法国，威尼斯对镜子工业维持了150多年之久的垄断局面才告结束。路易十四为了展示这一新兴工业，还特意在凡尔赛宫兴建了一座名為「镜厅」的长廊。 |

## 成像原理

平面鏡成像原理。3是鏡面，1是物體，5是物體在鏡中成的像。

不論是平面鏡或者是非平面鏡（凹面鏡或凸面鏡），光線都會遵守反射定律而被面鏡反射，反射光線進入眼中後即可在視網膜中形成視覺。
在平面鏡上，當一束平行光束碰到鏡子，光束會被平行地反射出去，此時的成像和眼睛所看到的像相同。平面鏡成的像所在位置並無實際物體或光線，所以形成的是虛像。

## 鏡子的運用

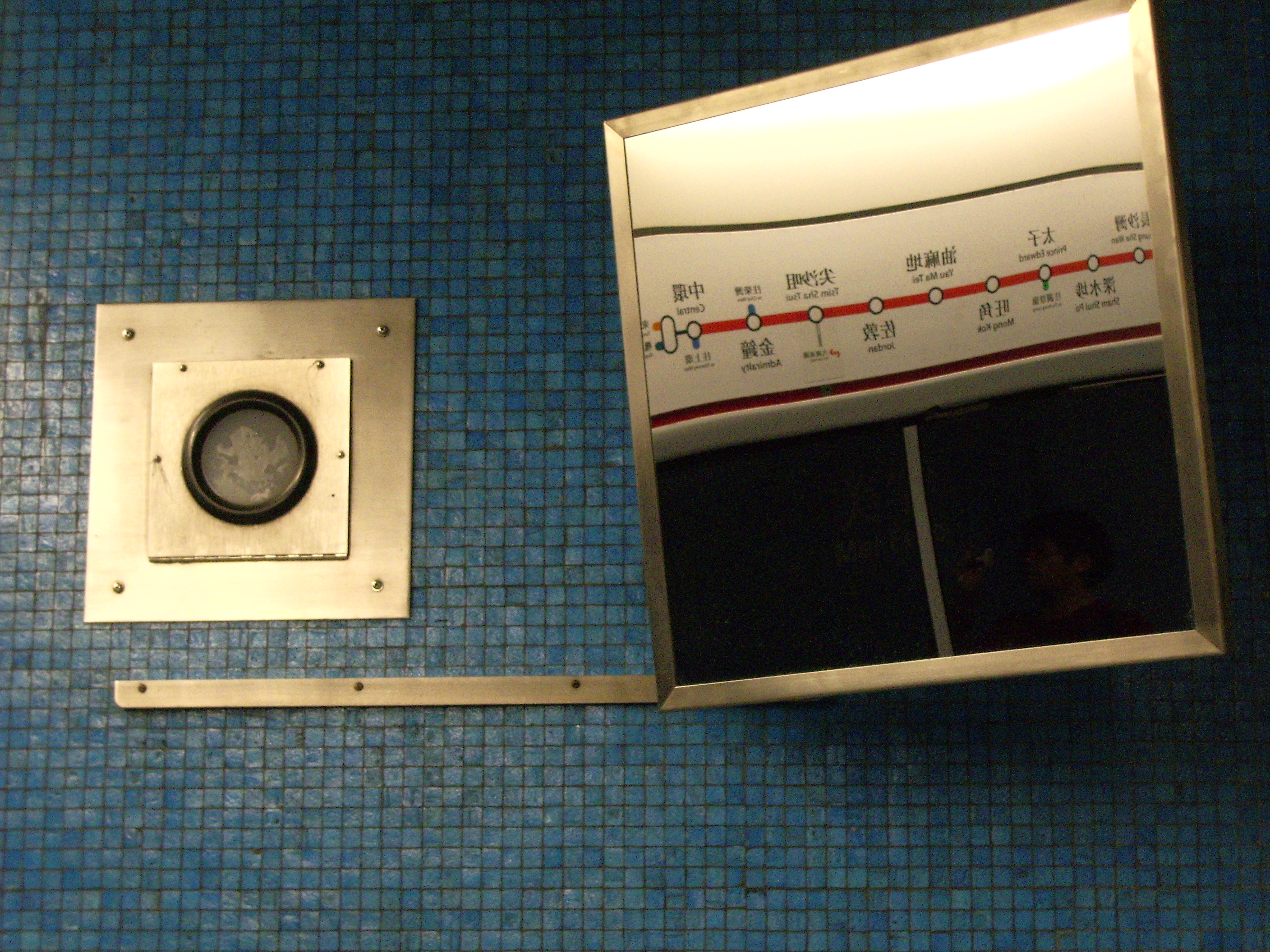

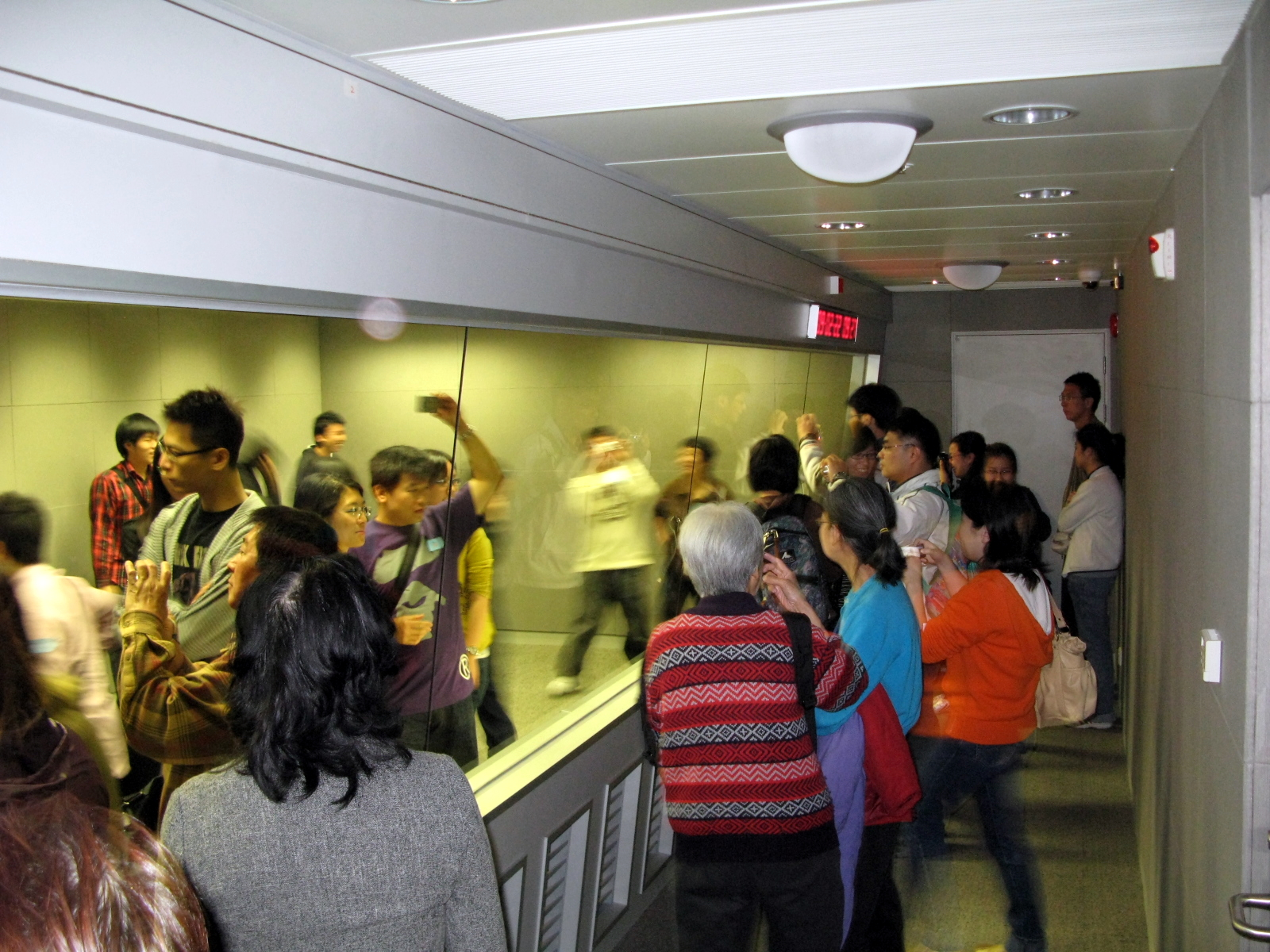
認人室的單面反光鏡

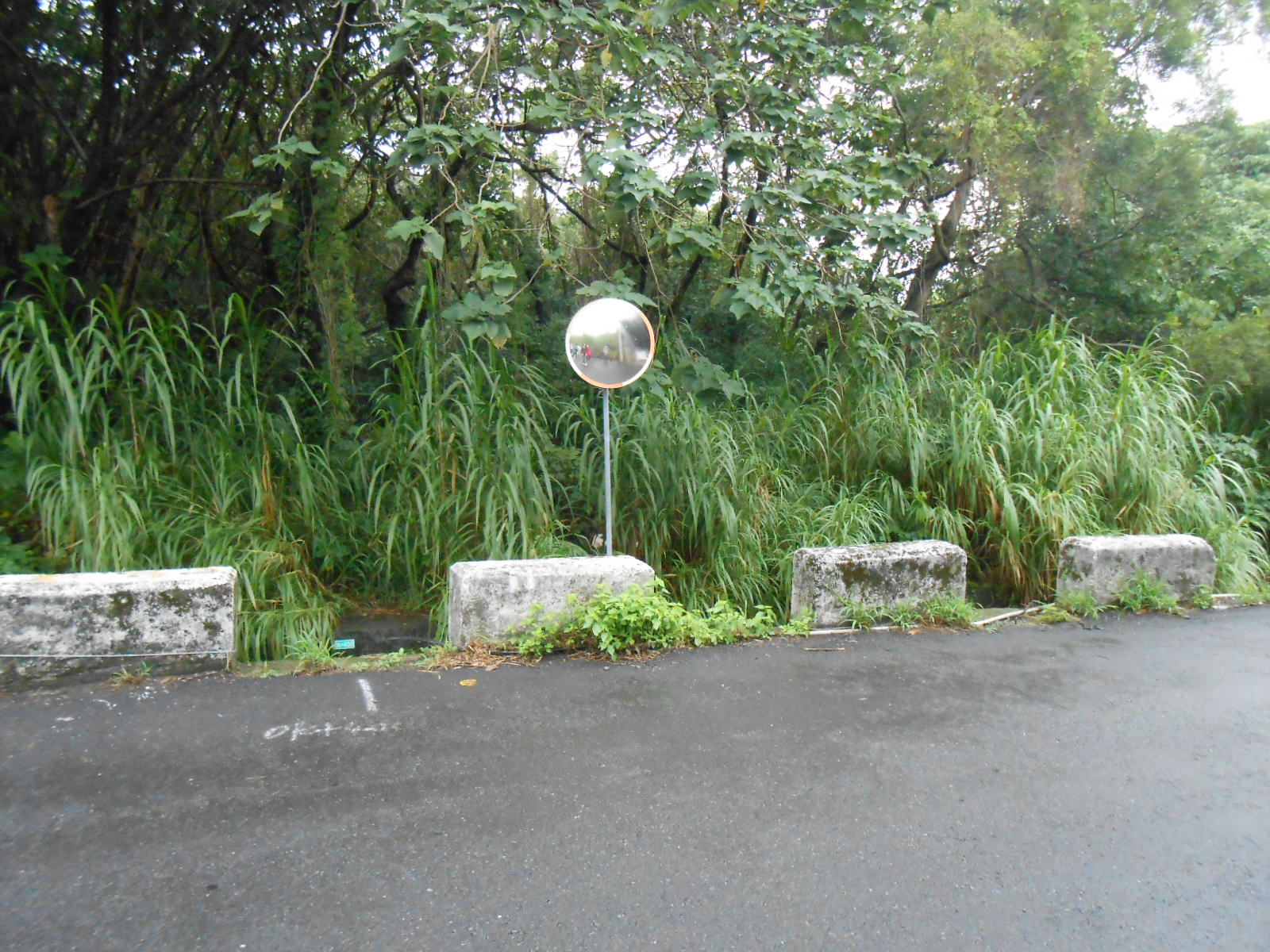
一個小型的道路安全凸面鏡

- 梳妝鏡：被用來協助化妝、刮鬍子及梳髮等整理儀容的工具。
- 儀器：許多光學儀器、例如望遠鏡及顯微鏡的光路中，會利用鏡子來進行反射。
- 安全：例如交通工具的後視鏡和照後鏡。有些道路的轉角會擺置凸面鏡，提醒往來行人注意安全。
- 單面反光鏡：例如證人在警局認人手續中，用作辨認疑犯用的單面鏡。

## 玻璃镀银制镜技术

### 原料及要求
1. 玻璃应是平整无缺，中间无气泡的透明玻璃；
2. 硝酸银，含量在99.5%以上；
3. 氨水，浓度为25—28%；
4. 酒石酸钾钠，要化学纯物質[需要解释]。

### 制作方法
1. 清洗玻璃：按规格裁好玻璃后，先用自来水冲洗正反两面，然后将铁红粉带水涂在要镀的一面，待干后擦去铁红粉，水洗干净。再用微量的氯化亞锡溶液擦洗玻璃要镀的面。洗后用水冲净残余的氯化亚锡。最后用干净的水（最好用蒸馏水）冲一下玻璃。
2. 镀银：将洗干净的玻璃平放在水平的木架或木条上，取银液一份和还原液一份搅拌匀倒上。药液以不流掉为度。约每平方米2分升左右。待其渐渐在玻璃上反应出银镜，将多余的药液倒掉，用水冲洗，倒上百分之一的明胶晾干。干后再在上面涂一层铁红底漆或其它防锈漆液便成了镜子。

### 药液配方
1. 银液：蒸馏水（冷开水也可）2500毫升，硝酸银25克，氨水18.5毫升（经化学反应澄清为止）。
2. 还原液：蒸馏水（冷开水也可）2500毫升，酒石酸钾钠25克，上液加热澄清后再放入硝酸银0.5%，药液守滤后备用。
3. 明胶液：水1000毫升，明胶10克，隔水蒸化。
4. 铁红底漆加适量香蕉水溶液。

## 相關
- 後照鏡
- 哈哈鏡
- 曲面鏡
- 无限反射镜
- 鏡子測試

## 延伸阅读
[在维基数据编辑]
 《欽定古今圖書集成·經濟彙編·考工典·鏡部》，出自陈梦雷《古今圖書集成》